# Eocursor
Eocursor var en dinosaurie som tillhörde fabrosauriderna och levde i slutet av trias i Sydafrika. Den blev upp till en meter lång och åt  växter. Namnet betyder gryningslöpare. Första skelettet hittades i Sydafrika 2007. Eocursor var en liten växtätare som sprang på sina bakben. Det är osäkert om den verkligen var en ornithopod, kanske tillhörde den snarare ornithpodernas förfäder. Skenbenet var längre än lårbenet, vilket är god indikation på att snabbhet var dess bästa försvar. Eocursor hade fem fingrar.